# Etlingera metriocheilos
Etlingera metriocheilos är en enhjärtbladig växtart som först beskrevs av William Griffiths, och fick sitt nu gällande namn av Rosemary Margaret Smith. Etlingera metriocheilos ingår i släktet Etlingera och familjen Zingiberaceae. Inga underarter finns listade i Catalogue of Life.